# Joan Ramon Bolart
Joan Ramon Bolart   (Martorell, 11 de març de 1963) és un expilot de motociclisme català que va competir en el Campionat del Món des de 1985 fins a 1989.

## Biografia
Especialista en petites cilindrades, començà la seva carrera en el Campionat del Món el 1985 a bord d'una Autisa de 80cc i obtingué un 6è lloc al Gran Premi d'Itàlia, un vuitè lloc al Gran Premi dels Països Baixos i un desè al Gran Premi de San Marino i va acabar en tretzè lloc de la general. Encara amb Autisa el 1986, tancà la temporada en el catorzè lloc de la general amb un sisè lloc lloc al Gran Premi d'Espanya i un desè lloc al Gran Premi d'Àustria. El 1987 canvià de constructor i fitxà per Krauser i aconseguí entrar quatre vegades en zona de punts. El 1988 canvià als 125cc amb una JJ Cobas, tot i que no arribà a puntuar en el Mundial. A l'any següent, disputà la seva última carrera després de no classificar-se en el primer Gran Premi de la temporada, el GP del Japó.
Un cop retirat de les curses es va dedicar al seu negoci de reparació d'automòbils a Martorell.